# 王致中 (1909年)
王致中（1909年—1993年），原名陆锦恒，男，浙江东阳人，中华人民共和国政治人物，曾任中共上海市委统战部副部长，上海市政协秘书长、副主席，第三、四、五届全国政协委员。